# Clima de Urano

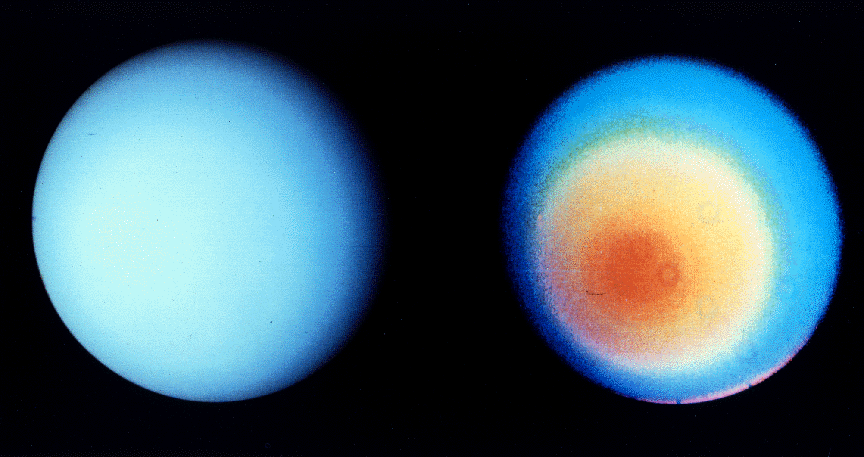
O hemisfério sul de Urano em luz visível (esquerda) e em comprimentos de onda maiores (direita), mostrando as faixas de nuvens fracas e a capa atmosférica, em observações da Voyager 2

O clima de Urano é fortemente influenciado pela inclinação axial extrema do planeta, que induz intensas variações sazonais, e por sua falta de calor interno, que limita atividade atmosférica. A atmosfera de Urano é relativamente calma em comparação com a dos outros planetas gigantes a que ele se assemelha em outros aspectos. Quando a sonda Voyager 2 sobrevoou Urano em 1986, ela observou um total de dez formações de nuvens por todo o planeta. Observações nas décadas seguintes por telescópios terrestres e pelo Telescópio Espacial Hubble revelaram nuvens brilhantes no planeta, predominantemente no hemisfério norte. Em 2006 uma mancha escura similar à Grande Mancha Escura de Netuno foi detectada.

## Estrutura, ventos e nuvens

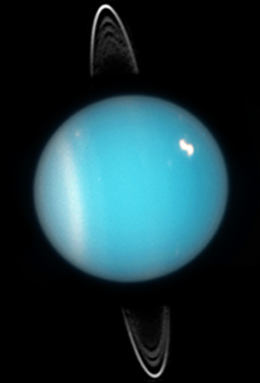
Urano em 2005 pelo Telescópio Espacial Hubble (ACS). São visíveis os anéis do planeta, o colar sul e uma nuvem brilhante no hemisfério norte.

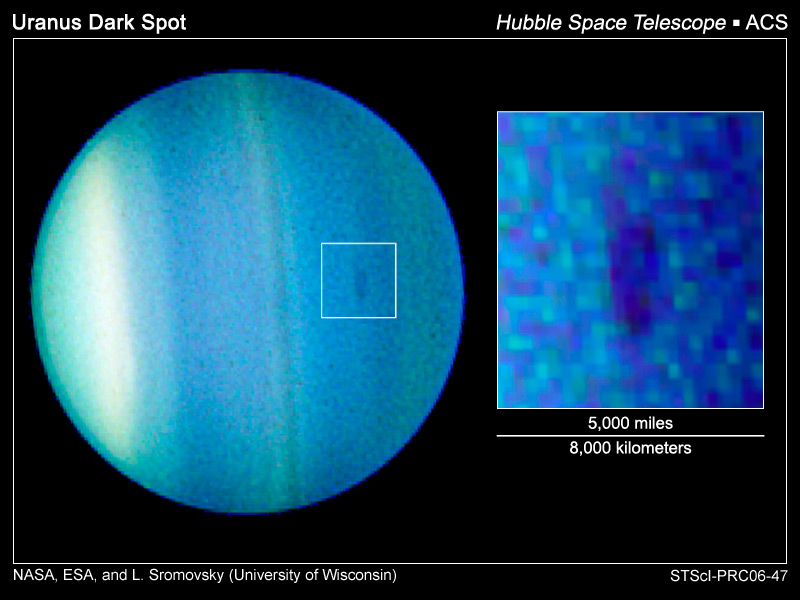
A primeira mancha escura observada em Urano. Imagem obtida em 2006 pelo Hubble (ACS).

Em 1986 a sonda espacial Voyager 2 mostrou que o hemisfério sul de Urano pode ser dividido em duas regiões: uma brilhante capa polar e uma região equatorial mais escura. A divisão entre elas está situada a uma latitude de aproximadamente -45°. A mais brilhante grande formação na superfície visível de Urano é uma banda fina entre as latitudes -45 e -50°, chamada de colar sul. Acredita-se que a capa e o colar são regiões com densas nuvens de metano localizadas na faixa de pressão de 1,3 a 2 bar. O sobrevoo da Voyager 2 coincidiu com o solstício de verão no hemisfério sul, e o hemisfério norte não pôde ser observado. A partir de década de 1990, quando o hemisfério norte começou a ser iluminado pelo Sol, o Telescópio Espacial Hubble (HST) e o Telescópio Keck inicialmente não observaram nenhum colar ou capa polar no hemisfério norte, portanto Urano parecia ser assimétrico: brilhante em torno do polo sul e uniformemente escuro na região a norte do colar do sul. Em 2007, no entanto, quando o planeta passou por seu equinócio, o colar sul começou a desaparecer, enquanto um colar norte fraco começou a surgir próximo da latitude +45°. A estrutura latitudinal visível de Urano é diferente das de Júpiter e Saturno, que apresentam várias bandas coloridas.
Além da estrutura em bandas em larga escala, a Voyager 2 observou dez nuvens pequenas, a maioria alguns graus a norte do colar. Em todos os outros aspectos, Urano parecia um planeta sem qualquer atividade dinâmica na atmosfera. No entanto, na década de 1990 o número observado de nuvens brilhantes discretas aumentou significativamente. A maioria delas foi encontrada no hemisfério norte, que começava a se tornar visível. A explicação comum mas incorreta desse fato é que nuvens brilhantes são mais fáceis de serem identificadas na parte escura do planeta, enquanto no hemisfério sul o brilhante colar dificulta a visualização delas. Mesmo assim, existem diferenças entre as nuvens de cada hemisfério. As nuvens no hemisfério norte são menores, mais brilhantes e possuem bordas mais bem definidas. Elas parecem estar em altitudes mais elevadas, o que está conectado com o fato de que até 2004 nenhuma nuvem no polo sul havia sido observada no comprimento de onda de 2,2 micrômetros, o qual é sensível à absorção de metano, enquanto nuvens no norte têm sido regularmente observadas nessa faixa. O tempo de vida das nuvens varia por várias ordens de magnitude; algumas nuvens pequenas duram apenas horas, enquanto pelo menos uma nuvem no hemisfério sul persiste desde o sobrevoo da Voyager 2. Observações recentes também descobriram que as nuvens uranianas têm muito em comum com as de Netuno, apesar do clima em Urano ser muito mais calmo.

### Mancha escura
As manchas escuras comuns em Netuno não tinham sido observadas em Urano até 2006, quando a primeira foi fotografada. Nesse ano, observações pelo Telescópio Espacial Hubble e Telescópio Keck revelaram uma pequena mancha escura no hemisfério norte do planeta. Ele se localizava na latitude 28 ± 1° norte e media aproximadamente 2° (1300 km) em latitude e 5° (2700 km) em longitude. A formação, que foi chamada Mancha Escura de Urano (UDS), se movia na direção prógrada (no mesmo sentido da rotação de Urano) com uma velocidade média de 43,1 ± 0,1 m/s, quase 20 m/s mais rápido que as nuvens na mesma latitude. A latitude da UDS permaneceu aproximadamente constante. A formação tinha aparência e tamanho variáveis e era frequentemente acompanhada de nuvens brancas brilhantes, que se moviam com a mesma velocidade que a UDS.
O comportamento e aparência da UDS e suas manchas companheiras era similar à da Grande Mancha Escura (GDS) de Netuno e suas companheiras, apesar de que a formação em Urano era significativamente menor. Essa similaridade sugere que as duas tiveram a mesma origem. Acredita-se que a GDS foi um vórtice anticiclônico na atmosfera de Netuno, enquanto as nuvens acompanhantes eram nuvens de metano formados em lugares com ar ascendente (nuvens orográficas). A UDS deve ter uma natureza similar, apesar de ter aparecido diferente da GDS em alguns comprimentos de onda; a GDS tinha o maior contraste a 0,47 µm, enquanto a UDS não era visível nesse comprimento de onda, e a UDS demonstrou o maior contraste a 1,6 µm, onde a GDS não foi detectada. Isso implica que as manchas escuras nos dois gigantes de gelo estão localizadas em níveis de pressão diferentes; a formação uraniana provavelmente perto de 4 bar. A coloração escura pode ter sido causada pela diminuição das nuvens de sulfeto de hidrogênio ou hidrossulfeto de amônio, localizadas embaixo das nuvens de metano.

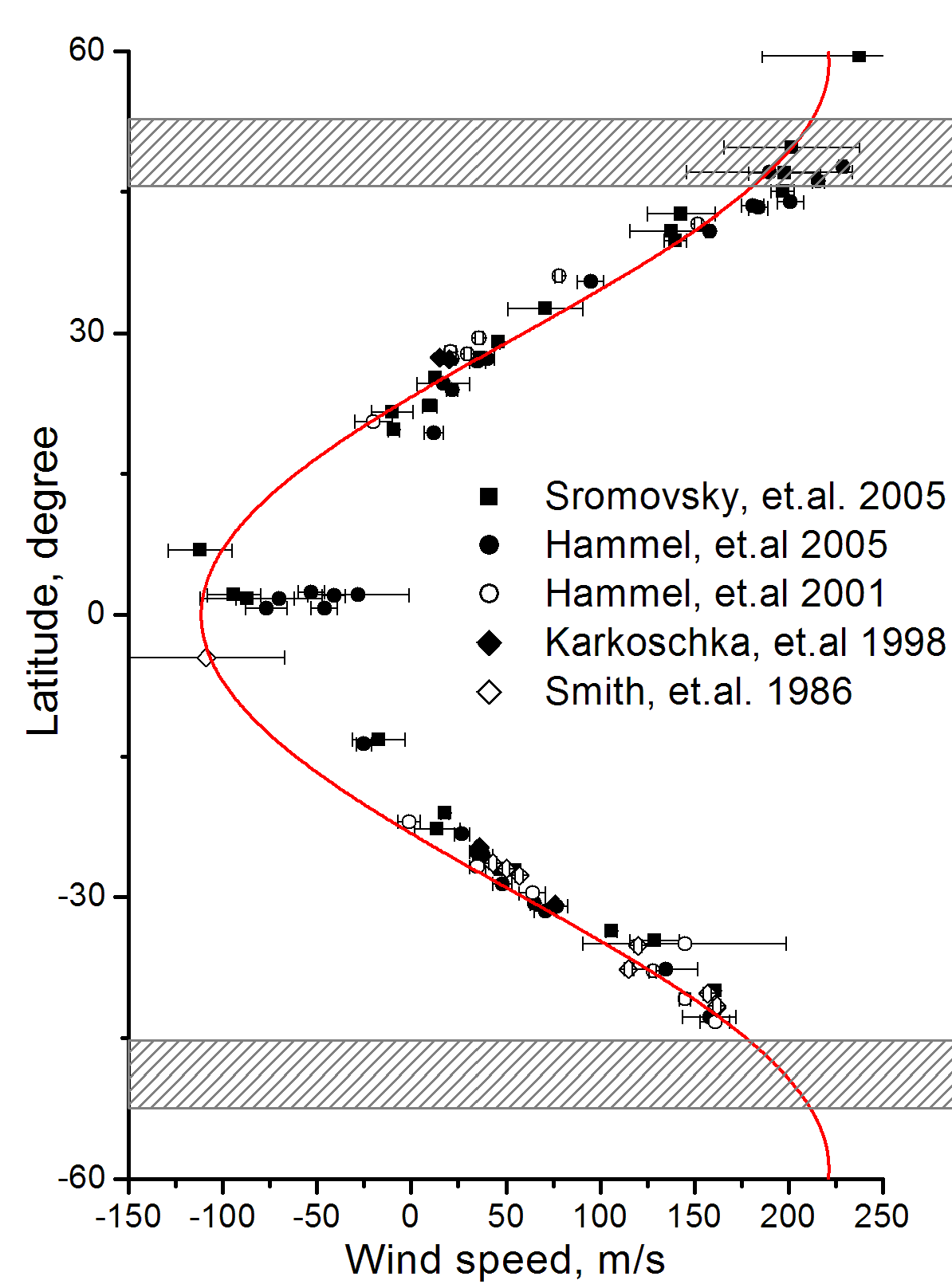
Velocidade de ventos zonais em Urano. As áreas sombreadas mostram o colar sul e o futuro colar norte. A curva vermelho é um ajuste simétrico aos dados.

O surgimento de uma mancha escura no hemisfério de Urano que estava em escuridão por muitos anos indica que perto do equinócio o planeta entra em um período de atividade climática elevada.

### Ventos
O monitoramento de várias nuvens discretas permitiu a determinação de ventos zonais (na mesma direção das linhas de latitude) na troposfera superior de Urano. No equador os ventos são retrógrados, soprando no sentido contrário ao da rotação planetária, e possuem velocidade de -100 a -50 m/s. A velocidade do vento diminui com o afastamento do equador, alcançando zero perto da latitude ±20°, onde o mínimo de temperatura da troposfera está situado. Mais perto dos polos, os ventos alternam para o sentido prógrado, soprando junto com a rotação. A velocidade dos ventos continua aumentando até um máximo perto da latitude ±60°, e então cai para zero nos polos. Na latitude próxima de -40°, a velocidade dos ventos é de 150 a 200 m/s. Como o colar obscurece todas as nuvens abaixo desse paralelo, não é possível medir as velocidades entre ele o polo sul. Em contraste, no hemisfério norte velocidades máximas de até 240 m/s são observadas perto da latitude +50°. Apesar da maior velocidade máxima no hemisfério norte, na verdade, latitude por latitude, os ventos são um pouco mais lentos no norte, especialmente nas latitudes intermediárias de ±20 a ±40°. Não existem evidências claras de que houve mudanças na velocidade dos ventos desde 1986, e nada é conhecido sobre os muito mais lentos ventos meridionais (na direção das linhas de longitude).

## Variações sazonais

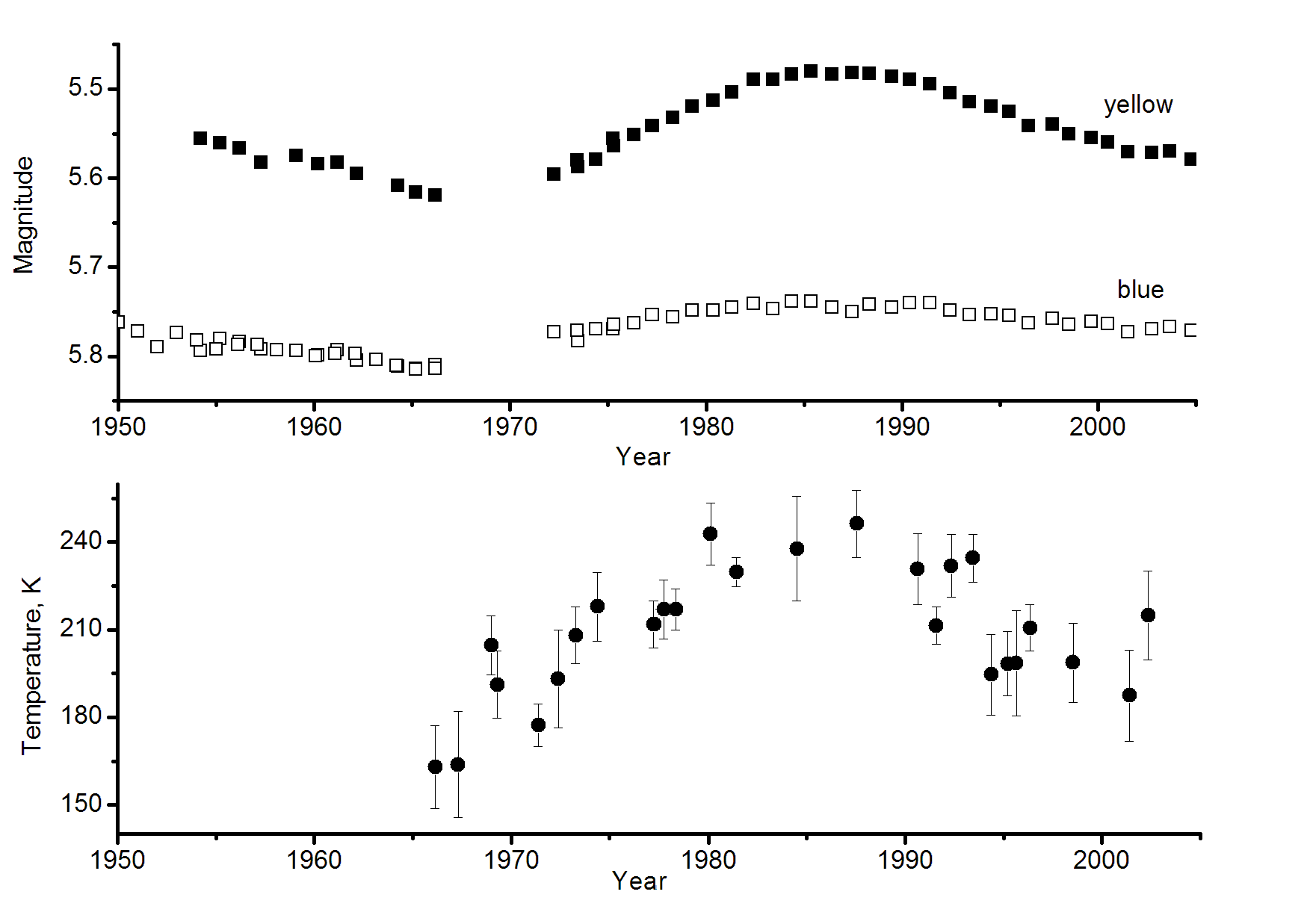
A magnitude aparente de Urano, ajustada para distância, em duas bandas espectrais visíveis (gráfico de cima), temperatura efetiva em micro-ondas (gráfico de baixo). Ambos os gráficos possuem máximos no solstício de 1986.

O estudo das variações sazonais de Urano é difícil porque dados de alta qualidade sobre a atmosfera do planeta existem por menos de 84 anos, o período orbital de Urano, mas várias descobertas foram feitas. Observações fotométricas desde a década de 1950 mostraram variações regulares no brilho aparente do planeta, com máximos de brilho nos solstícios e mínimos nos equinócios. Uma variação periódica similar, com máximo no solstício, foi notada em medições em micro-ondas da temperatura troposférica que começaram na década de 1960. Medições da temperatura da estratosfera começando na década de 1970 também mostraram valores máximos perto do solstício de 1986.
Boa parte dessa variabilidade acontece devido a mudanças na geometria de visualização. Urano é um esferoide oblato, o que causa sua área visível ser maior quando seus polos estão voltados para a Terra. Isso explica parcialmente a aparência mais brilhante do planeta nos solstícios. Além dessa variação, Urano também exibe fortes variações meridionais em albedo (ver seção acima). Por exemplo, a região polar sul de Urano é muito mais brilhante do que as faixas equatoriais. Ambos os polos também possuem brilho elevado na parte de micro-ondas do espectro, e sabe-se que a estratosfera polar é mais fria que a equatorial. De forma resumida, as mudanças sazonais acontecem da seguinte forma: os polos, que são mais brilhante nas faixas espectrais do visível e de micro-ondas, são iluminados pelo Sol nos solstícios, resultando em um planeta mais brilhante, enquanto o equador, mais escuro, é visível principalmente perto dos equinócios.

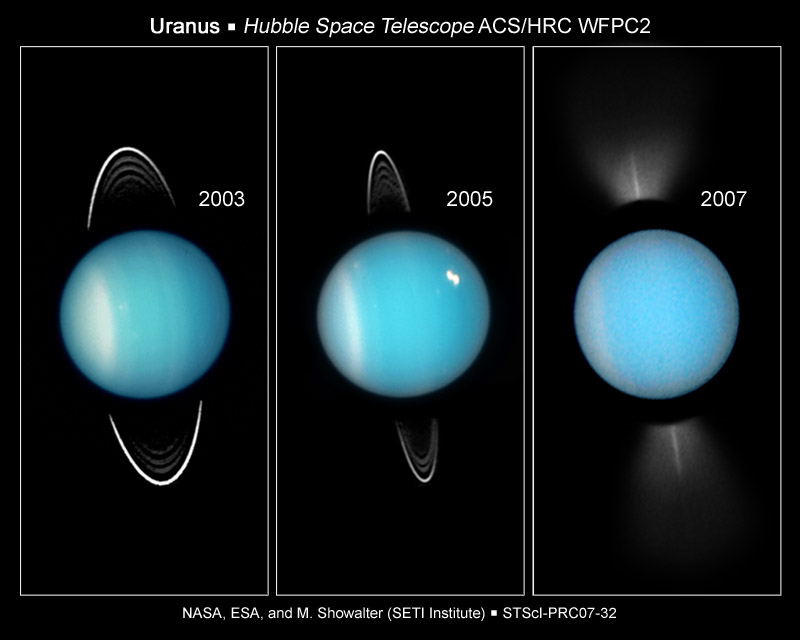
Imagens do Telescópio Hubble mostram mudanças na atmosfera de Urano durante a chegada do equinócio (imagem da direita)

Além dessas variações, existem evidências de mudanças em Urano ao longo de suas estações, causadas pela inclinação axial extrema do planeta. Apesar de ser conhecida a existência de uma região polar sul brilhante, o polo norte parece ser mais escuro, o que seria incompatível com o padrão de brilho observado; durante o último solstício de verão no hemisfério norte, em 1944, Urano apresentou um alto brilho, sugerindo que o brilho do polo norte não foi sempre baixo. Isso implica que o polo iluminado do planeta fica brilhante antes do solstício e escurece após o equinócio. Análise detalhada de dados na faixa visível e de micro-ondas revelou que as mudanças periódicas de brilho não são completamente simétricas em torno dos solstícios, o que indica variações no padrão de albedo. Os dados de micro-ondas também mostraram aumento no contraste polo-equador após o solstício de 1986.
Na década de 1990, conforme Urano se afastou do solstício, o Telescópio Espacial Hubble e telescópios terrestres revelaram que a capa polar sul escureceu consideravelmente (com exceção do colar sul, que permaneceu claro), enquanto o hemisfério norte demonstrou atividade aumentada, como formações de nuvens e ventos fortes, reforçando as expectativas de que ele ficaria mais brilhante. Em particular, esperava-se encontrar um análogo do colar polar sul no hemisfério norte, o que de fato aconteceu em 2007 quando Urano passou pelo equinócio: um fraco colar norte apareceu, enquanto o colar sul ficou quase invisível. O perfil dos ventos zonais, por outro lado, permaneceu assimétrico, com os ventos do norte sendo um pouco mais lentos que os do sul. Após o equinócio de 2007, Urano continuou com um alto nível de atividade atmosférica, principalmente no hemisfério norte, e em 2014 foi registrada a tempestade mais brilhante já vista no planeta, localizada na latitude +15° e no nível de pressão de 0,33 bar. Nos próximos anos, com a aproximação do solstício em 2028, espera-se que o hemisfério norte fique mais calmo e coberto por névoa, similar ao hemisfério sul quando visto pela Voyager 2 em 1986.
O mecanismo de mudanças físicas não é claro. Nos solstícios de verão e inverno, os hemisférios de Urano alternam entre luz solar contínua e escuridão completa. O aumento do brilho do hemisfério iluminado pelo Sol pode ser o resultado do aumento local de nuvens de metano e de camadas de névoa na troposfera. O colar brilhante na latitude -45° também está conectado a nuvens de metano. Outras mudanças na região polar sul podem ser explicadas por mudanças nas camadas mais inferiores de nuvens. A variação na emissão em micro-ondas de Urano é provavelmente causada por mudanças na circulação na troposfera profunda, porque muitas nuvens polares e névoa podem impedir a convecção.

## Modelos de circulação
Várias soluções foram propostas para explicar o clima relativamente calmo de Urano. Uma possível explicação para a ausência de grandes nuvens é que o calor interno do planeta é significativamente inferior ao dos outros planetas gigantes; em outras palavras, Urano tem um baixo fluxo termal interno. O motivo do fluxo termal de Urano ser tão pequeno também não é conhecido. Netuno, que é quase idêntico a Urano em tamanho e composição, irradia 2,61 vezes mais energia para o espaço do que recebe do Sol. Urano, por contraste, praticamente não apresenta excesso de calor, irradiando no infravermelho distante uma potência total igual a 1,06 ± 0,08 vezes a energia solar absorvida em sua atmosfera. De fato, o fluxo termal de Urano é de apenas 0,042 ± 0,047 W/m², que é menor que o fluxo termal interno da Terra de cerca de 0,075 W/m². A menor temperatura registrada na tropopausa de Urano é 49 K (−224 °C), tornando-o o planeta mais frio no Sistema Solar, mais frio que Netuno.
Uma possível explicação para essa discrepância sugere que quando Urano foi atingido pelo impactor gigante que resultou em sua obliquidade extrema, o evento também ocasionou a perda da maior parte de seu calor primordial, deixando-o com uma baixa temperatura no núcleo. Outra hipótese é que alguma barreira existe nas camadas superiores de Urano que impede que o calor do núcleo alcance a superfície. Por exemplo, convecção pode ocorrer de forma isolada em conjuntos de camadas de diferentes composições, inibindo o transporte de calor para cima.